# ラウリ・ハジムバ
ラウリ・ハジムバ（アブハズ語: Рауль Ҳаџьымба、グルジア語: რაულ ჰაჯიმბა、ラテン文字転写:Raul Khajimba（Khazhinbaとも）、1958年3月21日 - ）は国際的に未承認のアブハジア共和国の大統領。2014年のアブハジア革命の後の大統領選で大統領に選出された。2010年よりアブハジア挙国一致フォーラムの代表を務める。2005年から2009年まで副大統領、2003年から2004年まで首相、2002年から2003年まで防衛大臣を歴任。これまで2004年、2009年、2011年に大統領選に出馬し、落選していた。ラウル・ハジンバとも表記される。

## 生い立ち
1958年3月21日、トゥクヴァルチェリにて出生。同地で学校に通い、発電所でメカニックとして働いた。1976年から1978年までソ連防空軍に所属。1979年から1984年までアブハジア国立大学の法学部で学び、卒業。1985年から1986年までミンスクのKGBの学校で学び、1992年までトゥクヴァルチェリでKGBのエージェントを務めた。
1992年から1993年までのアブハジア戦争で、ハジムバは東部戦線の軍情報部と防諜作戦の司令官を務めた。この働きにより、彼はレオン勲章を受章。
1996年から1998年までハジムバは国家税関委員会の対密輸部門の長を務め、1998年には国家税関委員会の副会長に就任した。

## 大臣として

### 安全保障大臣、副首相、防衛大臣(1999-2003)
1999年12月13日にスフミでの政府関係者を狙った爆弾テロが起こると、ウラジスラフ・アルジンバ大統領は国家安全保障大臣を解任し、ハジムバを後任に指名した。2001年6月18日、彼は兼任で第一副首相となった。11月1日、内務大臣が彼の後任の安全保障大臣となり、2002年5月16日、ハジムバは防衛大臣に任命された（第一副首相は留任）。

### 首相(2003–2004)
2003年4月7日の夕方、ゲンナジー・ガグリア首相が辞表を提出。この日の早朝、2001年のコドリ渓谷での危機に関与していた罪で収監されていた4人の死刑囚を含む9人の囚人が脱獄するという事件が起きていた。アルジンバ大統領は初めガグリアの辞任を拒否していたが、4月8日、受け入れを余儀なくされた。副大統領のValery Arshbaは4月8日、辞任の理由は脱獄ではなく、4月10日に野党がスフミで政府の経済政策に抗議する大規模集会を予定している為とした。2003年4月22日、ハジムバは新しい首相に任命され、2004年10月6日まで務めた。
その後、アルジンバ大統領は重病で公の場に姿を見せなくなり、ハジムバが彼の代わりに国家元首として活動。任期中、ロシア外相のイーゴリ・イワノフを含む、多数の政治指導者と面会した。彼はグルジアとの再統一に猛反対し、2004年5月に2国で連邦を作ろうというグルジア大統領のミヘイル・サアカシュヴィリの提案に激しく抗議した。

## 2004年、2005年の大統領選
ハジムバは2004年10月の大統領選挙に出馬。退任予定のアルジンバ大統領やロシア大統領のウラジーミル・プーチンが彼を支持し、選挙活動を強く後押しした。しかし、ロシアの影響力に対する反動もあり、選挙では対立候補のセルゲイ・バガプシュが彼より多くの得票を獲得した。
選挙後、バガプシュ、ハジムバ双方が自らの勝利を主張。ハジムバはバガプシュの勝利はGali地域での選挙違反が原因である事を指摘した。アルジンバはハジムバを首相から解任し、代わりに互いの折衷候補としてノダル・ハシュバを首相に据えた。その後は公共での抗議活動、法廷闘争、国会での論争など、2か月間に渡り激しい対立が続いた。
2004年12月、ハジムバとバガプシュの間で合意が成立し、次のやり直し選挙でバガプシュが大統領候補、ハジムバが副大統領候補として出馬し、副大統領に防衛、外交の権限を委譲する事となった。この大同盟は2005年1月の大統領選挙で90％以上の得票を獲得し、圧勝した。

## 副大統領として(2005–2009)
しかし、選挙後、多くのアナリスト達はハジムバの特権はバガプシュや首相のアレクサンドル・アンクヴァブによってある種の制限がかかるだろうと予測していた。
任期中、彼はアブハジアを守ってくれる国はロシアのみという事と、コドリ渓谷（アブハジア北東部にあり、領内で唯一、グルジアの実効支配下にある渓谷）を取り戻すには武力行使が避けられないとの外交上のスタンスをバガプシュの外交政策に向けて提言し続けた。そして2008年8月、南オセチア紛争のさ中、アブハジア共和国軍はコドリ渓谷を武力で奪還する事に成功した。
2009年5月18日、アブハジア挙国一致フォーラムとAruaaがプレスリリースを発表、5月20日には他の野党を含め6党が共同記者会見を開き、バガプシュ政権の成果や最近の外交政策について激しい批判を行った。5月28日、ハジムバは副大統領を辞任。彼は辞職時の発言で、批判は甘んじて受けるが、彼の汚職の追放やセキュリティの強化に対する取り組みの失敗は、バガプシュ大統領から何の支援も受けられなかった事に起因すると指摘。また彼は2004年の権限移譲の合意が破られた事、2009年に大統領が全く公開議論を行わないままロシアとの国境保護協定にサインした事を非難した。

## 野党の党首として(2009–2014)

### 2009年の大統領選
2009年の大統領選でハジムバは支援団体によって10月19日に大統領選に公式に登録された。20日にはアブハジア挙国一致フォーラムやAruaa、Akhatsaからも支持を受諾。ハジムバはヴァシーリー・アビズバを副大統領候補に選任した。
ハジムバは実業家のザウル・アルジンバなど、他の大統領候補とも連携を模索し、「アルジンバとは政権でのビジョンは違うが、対立候補だとは思ってない」と表明。彼とアルジンバ、ベスラン・ブトバは決選投票に入った時に互いを支持する事を確認した。
しかし決選投票には行かず、1回目の投票で現職大統領のバガプシュが61.16%の得票を獲得し、当選。ハジムバは15,584票（15.32%）で2位だった。

### アブハジア挙国一致フォーラムの代表に
2010年、ハジムバはアブハジア挙国一致フォーラムの代表に選出。党大会の後、同党の代表の数を2人から1人とした。

### 2011年の大統領選
バガプシュ大統領の死去に伴う、2011年の大統領選でハジムバは3度目の立候補を行った。彼の今回のパートナーはウラジスラフ・アルジンバ初代大統領の未亡人、スヴェトラーナ・ジェルゲニアであった。このペアは6月28日に支援団体によって立候補者に登録され、7月5日にAkhatsa、7月7日にAruaa、7月16日にアブハジア挙国一致フォーラム、7月27日に元首相で2004年の大統領選立候補者のアンリ・ジェルゲニア、そして8月5日にアブハジア・コサック連合から追加で登録を受けた。
選挙では19.83%の得票で3位で、暫定大統領のアレクサンドル・アンクヴァブに敗れた。

### 2014年5月の革命
2014年5月、アンクヴァブ大統領の汚職や経済低迷に抗議するデモが勃発。ハジムバも野党の指導者として抗議活動を率い、27日には大統領府を占拠、野党勢力による「臨時統治」を宣言した。6月1日、アンクヴァブ大統領が辞任。ハジムバはその後に行われた繰り上げ大統領選に出馬し、1回目の投票で50.6%の得票を得て当選した。

## 大統領として(2014年以降)
2014年9月25日、ハジムバは大統領に就任。2か月後の11月24日、ロシアのプーチン大統領とソチで会談し、「同盟と戦略的パートナーシップに関する条約」を締結。これはロシアがアブハジアの安全を保障する条約で、ロシア軍がアブハジアに駐留し、双方の部隊の指揮系統を統合する事や、集団的自衛権についても明記がなされている。ハジムバはこの条約について「我々の国の安全や経済的・社会的発展の為の豊富な機会を全ての範囲で保障してくれる」と歓迎した。
2019年大統領選挙では決選投票において得票率47.34%で当選。ただし過半数に達していなかったことが論争を招き、2020年1月10日、アブハジア最高裁判所は決選投票で過半数に達した候補者がいなかったため選挙結果を破棄し、再選挙を命令。ハジムバはこれを拒否したものの、2020年1月12日に大統領辞任を表明した。